# Augustów (plaats)
Augustów (Litouws:Augustavas) is een stad in het Poolse woiwodschap Podlachië, gelegen in de powiat Augustowski. De oppervlakte bedraagt 80,93 km², het inwonertal 29.951 (2005).

## Geboren
- Cezary Zamana (1967), Pools wielrenner